# Marco Fumi
Marco Giacomo Fumi (Sassari, 11 agosto 1941 – Sassari, 7 dicembre 2024) è stato un politico italiano, sindaco di Sassari dal 1988 al 1990.

## Biografia
Si laureò in pedagogia, lavorò ininterrottamente nella scuola pubblica dal 1960 al 2006, prima come insegnante, poi come dirigente scolastico.
Nel 1964 aderì a Sassari al Partito Socialista Italiano nel quale svolge sin dall'inizio un attivo ruolo di partecipazione e organizzazione. Fu segretario provinciale della Federazione Giovanile Socialista Italiana, segretario della Sezione Monte Rosello, componente della direzione provinciale del PSI e poi della direzione Regionale del PSI dal 1968 al 1992. Negli stessi anni fece parte degli organismi di segreteria del partito con incarichi organizzativi e di vice segretario regionale.
Fu consigliere comunale a Sassari per tre consiliature (1980-1985, 1985-1990, 1990-1995) e ricoprì la carica di assessore all'urbanistica dal 1981 al 1988. Dal 28 gennaio 1988 all'8 agosto 1990 fu sindaco di Sassari.
Con lo scioglimento del PSI partecipò alla fondazione del movimento-partito di Federazione Democratica che in Sardegna, esperienza unica in Italia, riusciva a tenere uniti i socialisti anche dopo la crisi del loro partito e a conservarne quasi intatte le rappresentanze istituzionali, ottenendo gli stessi importanti risultati elettorali del disciolto PSI.
In seguito all'unificazione in Sardegna fra Federazione Democratica e il nascente partito dei Democratici di Sinistra, aderì ai DS. Fece parte dell'organismo provinciale della direzione dei DS e ne fu presidente fino alla nascita del Partito Democratico, al quale aderì continuando a svolgervi la costante attività.